# Władysław Szeptycki
Władysław Adam Szeptycki (ur. 24 marca 1915 w Rudkach k. Lwowa, zm. 10 czerwca 1980 w Warszawie) – polski śpiewak operowy i operetkowy (tenor). 
Zawodową karierę śpiewaczą rozpoczął  jako solista Teatru Opery i Baletu we Lwowie w 1938.
W październiku 1945 wraz z grupą pol. śpiewaków przyjechał ze Lwowa na Śląsk i zaangażował się do zespołu solistów Opery Śląskiej w Bytomiu.
W lipcu 1946 przeniósł się do Opery Dolnośląskiej we Wrocławiu.
Należał do inicjatorów utworzenia Operetki Dolnośląskiej.
Od 1955 występował na obu scenach Opery Wrocławskiej i Operetki Wrocławskiej.